# Глитч (музыка)
Глитч (англ. Glitch) — жанр экспериментальной электронной музыки, возникший в середине 1990-х в Германии.

## История
Эстетические начала глитча можно обнаружить у футуриста Луиджи Руссоло в манифесте «Искусство Шумов» (англ. «The Art of Noises») — идеологической основе «музыки шумов» (конкретной музыки и, позднее, эмбиента и нойза).
Становление и популяризация жанра в 1990-е годы в первую очередь связаны с деятельностью франкфуртского лейбла Mille Plateaux (сборники Clicks & Cuts) и проекта Oval.
В одном из номеров журнала «Компьютерная музыка» (Computer Music Journal) 2000 года, композитор Ким Каскон использовал термин «пост-цифровой» (англ. post-digital) для описания экспериментов, связанных с эстетикой глитча.

## Особенности
В глитче доминируют акустические эффекты, обусловленные ошибками и сбоями в цифровых записях — баги (программные ошибки), системные сбои, аппаратный шум, сбои и перемотка (Skip) CD и цифровые искажения, которые зачастую эмулируются при помощи различных эффектов: дисторшена, биткрашеров и т. п., а также при помощи гранулярного синтеза. Каскон рассматривает глитч как поджанр электронной музыки.
Музыка в стиле глитч обычно пишется на компьютере, с использованием современного цифрового программного обеспечения, при помощи которого музыкант нарезает и соединяет в единый трек короткие аудио семплы. Вместе с битовой составляющей в музыке глитч звучат короткие щелчки и шумы.